# إبنوتية
الإبنوتية (الاسم العلمي: Epinotia)، جنس حشرات كبير جدًا من العثث ورتبة حرشفيات الأجنحة وفصيلة فراشيات فتالة. أنواعه 166.